# Xylota morna
Xylota morna är en tvåvingeart som beskrevs av Charles Howard Curran 1931. Xylota morna ingår i släktet vedblomflugor, och familjen blomflugor. Inga underarter finns listade i Catalogue of Life.